# Karlshuld
Karlshuld – miejscowość i gmina w Niemczech, w kraju związkowym Bawaria, w rejencji Górna Bawaria, w regionie Ingolstadt, w powiecie Neuburg-Schrobenhausen. Leży około 10 km na południowy wschód od miasta Neuburg an der Donau, nad rzeką Ach.

## Demografia
Dane o ludności z 31 grudnia 2008:
| Opis                                | Ogółem | Ogółem | Kobiety | Kobiety | Mężczyźni | Mężczyźni |
| ----------------------------------- | ------ | ------ | ------- | ------- | --------- | --------- |
| Jednostka                           | osób   | %      | osób    | %       | osób      | %         |
| Populacja                           | 5154   | 100    | 2628    | 50,99   | 2526      | 49,01     |
| Wiek przedprodukcyjny (0–17 lat)    | 1080   | 20,95  | 553     | 10,73   | 527       | 10,23     |
| Wiek produkcyjny (18–65 lat)        | 3275   | 63,54  | 1610    | 31,24   | 1665      | 32,31     |
| Wiek poprodukcyjny (powyżej 65 lat) | 799    | 15,5   | 465     | 9,02    | 334       | 6,48      |

## Polityka
Wójtem gminy jest Karl Seitle z FW, rada gminy składa się z 20 osób.
|      | CSU | SPD | FW | Razem |
| 2008 | 6   | 2   | 12 | 20    |
| 2002 | 6   | 2   | 8  | 16    |